# Lijst van politieke partijen in Azerbeidzjan
Dit artikel lijst de politieke partijen van Azerbeidzjan op. Azerbeidzjan is een eenpartijstaat waar wel oppositiepartijen zijn maar weinig kans maken om te regeren. De huidige regeringspartij is de Nieuwe Azerbeidzjanpartij 
Anno 2020 zijn er 56 politieke partijen officieel geregistreerd in Azerbeidzjan. 

## Grootste partijen
- Azerbeidzjaanse Hooppartij (Azərbaycan Ümid Partiyasi)

- Azerbeidzjaanse Volksfrontpartij (Azərbaycan Xalq Cəbhəsi Partiyası)
- Burgerlijke Solidariteitspartij (Vətəndaş Həmrəyliyi Partiyası)
- Moederlandpartij (Ana Vətən Partiyası)
- Musavatpartij (Müsavat Partiyası)
- Nationaal Frontpartij (Milli Cəbhə Partiyası)
- Nieuwe Azerbeidzjanpartij (Yeni Azərbaycan Partiyası)
- Republikeins Alternatiefpartij (Respublikaçı Alternativ Partiyası)

## Overige partijen
- Alliantiepartij ter wille van Azerbeidzjan (Azərbaycan Naminə Alyans Partiyası)
- Azerbeidzjaanse Communistische Partij (Azərbaycan Kommunist Partiyası)
- Azerbeidzjaanse Democratische Partij (Azərbaycan Demokrat Partiyası)
- Azerbeidzjaanse Democratische Verlichtingspartij (Azərbaycan Demokratik Maarifçilik Partiyası)
- Azerbeidzjaanse Liberale Partij (Azərbaycan Liberal Partiyası)
- Azerbeidzjaanse Liberaal-Democratische Partij (Azərbaycan Liberal Demokrat Partiyası)
- Azerbeidzjaanse Nationaaldemocratische Partij (Azərbaycan Milli Demokrat Partiyası)
- Azerbeidzjaanse Nationale Onafhankelijkheidspartij (Azərbaycan Milli İstiqlal Partiyası)
- Azerbeidzjaanse Nationale Soevereiniteitspartij (Azərbaycan Milli Dövlətçilik Partiyası)
- Azerbeidzjaanse Republikeinse Partij (Azərbaycan Respublikaçılar Partiyası)
- Azerbeidzjaanse Sociaaldemocratische Partij (Azerbaycan Sosial Demokrat Partiyası)
- Azerbeidzjaanse Sociale Voorspoedspartij (Azərbaycan Sosial Rifah Partiyası)
- Azerbeidzjaanse Verenigde Communistische Partij (Azərbaycan Vahid Kommunist Partiyası)
- Burgerlijke Eenheidspartij (Azerbeidzjan) (Vətəndaş Birliyi Partiyası)
- Burger- en Ontwikkelingspartij (Vətəndaş və İnkişaf Partiyası)
- Klassieke Volksfrontpartij (Klassik Xalq Cəbhəsi Partiyasi)
- Democratische Hervormingspartij (Demokratik İslahatlar Partiyası)
- Toekomst-Azerbeidzjan Partij (Gələcək Azərbaycan Partiyası)
- Rechtpartij (Ədalət Partiyası)
- Gorgudpartij (Qorqud Partiyası)
- Groot-Azerbeidzjan Partij (Böyük Azərbaycan Partiyası)
- Groot Bevel Partij (Böyük Quruluş Partiyası)
- Onafhankelijke Azerbeidzjanpartij (Müstəqil Azərbaycan Partiyası)
- Onafhankelijke Democratenpartij (Azad Demokratlar Partiyası)
- Onafhankelijke Volkspartij (Müstəqil Xalq Partiyası)
- Intelligentenpartij (Aydınlar Partiyası)
- Moderne Gelijkheidspartij (Müasir Müsavat Partiyası)
- Nationaaldemocratische Kennispartij (Milli Demokrat İdrak Partiyası)
- Nationaal-Oplevende-Beweging-Partij (Milli Dirçəliş Hərəkatı Partiyası)
- Nationale Solidariteitspartij (Milli Həmrəylik Partiyası)
- Nationale Eenheidspartij (Milli Vəhdət Partiyası)
- Nieuwe Tijdpartij (Yeni Zaman Partiyası)
- Republikeinse Volkspartij (Cümhuriyyət Xalq Partiyası)
- Verenigd-Azerbeidzjaans-Nationale Eenheidspartij (Vahid Azərbaycan Milli Birlik Partiyası)
- Witte Partij (Ağ Partiyası)
- Heel-Azerbeidzjaanse-Volksfrontpartij (Bütöv Azərbaycan Xalq Cəbhəsi Partiyası)